# Bugatti Divo
Bugatti Divo este o mașină sport cu motor central, dezvoltată și fabricată de Bugatti Automobiles S.A.S.. Mașina poartă numele șoferului de curse francez Albert Divo, care a concurat pentru Bugatti în anii 1920 câștigând cursa Targa Florio de două ori.

## Legături externe
- Materiale media legate de Bugatti Divo la Wikimedia Commons
- Site web oficial